# Mulliner Park Ward

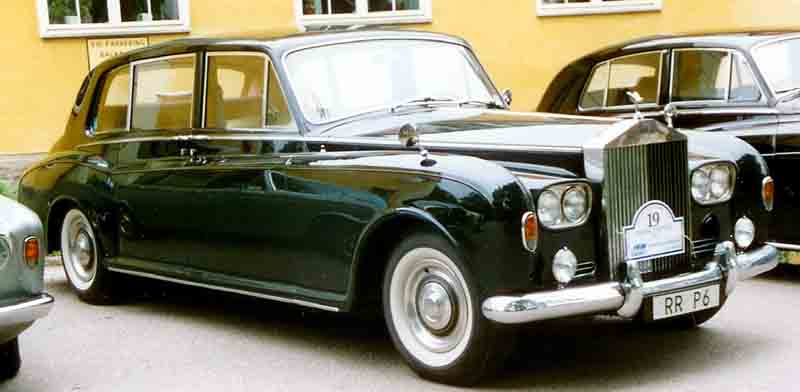
Rolls-Royce Phantom VI

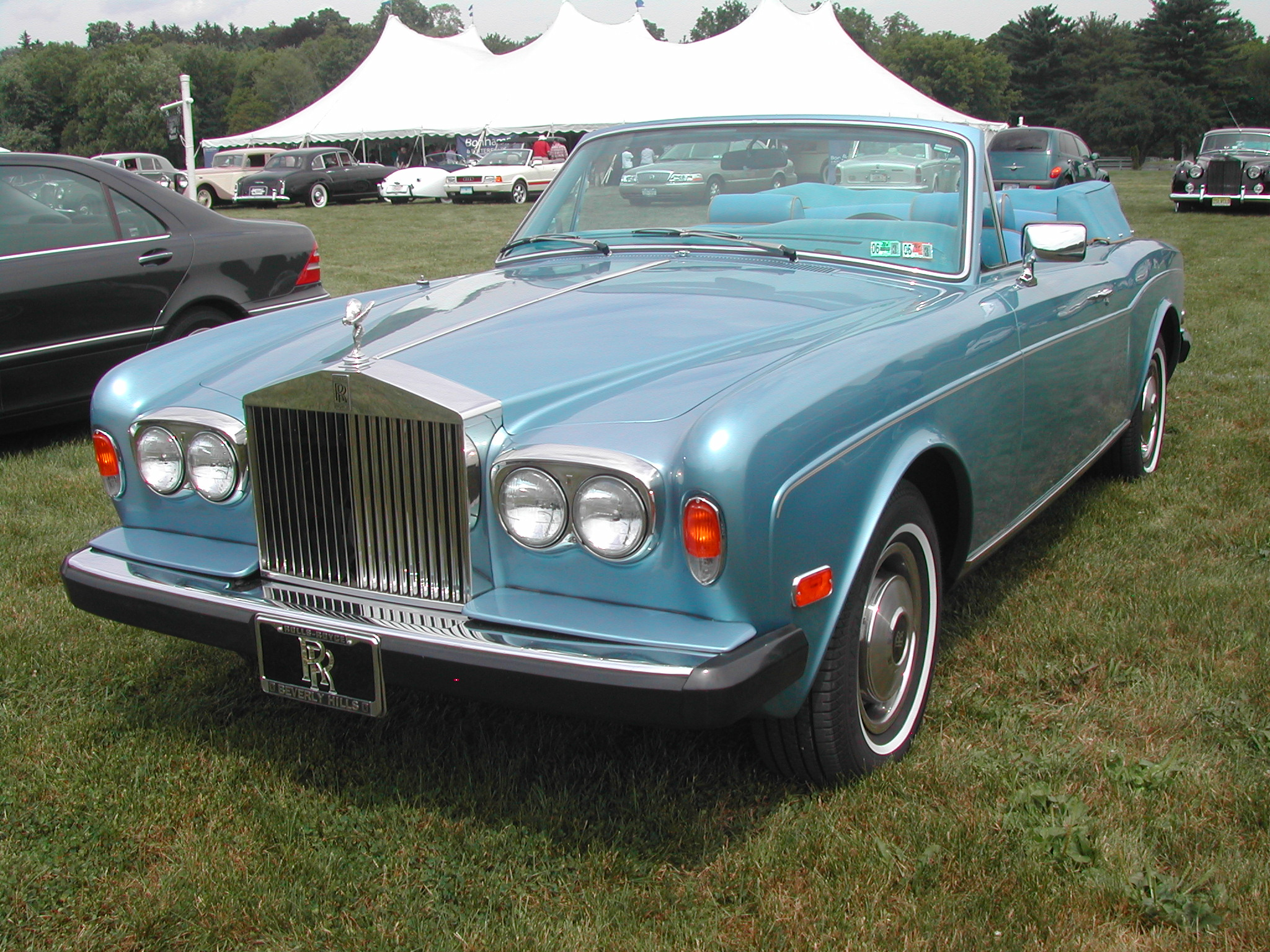
Rolls-Royce Corniche

Mulliner Park Ward var en karossbyggare med fabrik i London. Företaget byggde Rolls-Royce-bilar, såsom Rolls-Royce Phantom V och Rolls-Royce Corniche. Företaget lades ned 1991.

## Historia
Henry Jervis Mulliner startade karosseriverkstaden H. J. Mulliner & Co på Brook Street, i Mayfair, London, ett välbärgat område inte långt från Conduit Street, där Rolls-Royce:s första återförsäljare låg.
Företaget byggde karosser åt ett flertal biltillverkare och fick rykte om att hålla hög kvalitet. Man byggde även en modifierad tvåsitsig bil åt Charles Stewart Rolls, med plats för att forsla en luftballong.
1919 startades företaget Park and Ward i Willesden, London och ett år senare började man bygga karosser till Rolls-Royce Silver Ghost. Frederick Henry Royce imponerades av kvaliteten på Park Wards arbeten, vilket ledde till fler beställningar och från början av trettiotalet kom de flesta jobben från Rolls. 1939 övertog Rolls-Royce företaget.
Efter andra världskriget fortsatte de två företagen att bygga kvalitetskarosser, men 1959 tog Rolls-Royce över även HJ Mulliner, som råkat ut för ekonomiska problem. Den nya divisionen Rolls-Royce Mulliner Park Ward skapades och sysselsatte som mest 750 personer. Företaget hade sina lokaler på Hythe Road, i Willesden, London. Under sin hundraåriga historia byggde man otaliga klassiska karosser och efter nedläggningen 1991 förblev namnet Mulliner Park Ward en division inom Rolls-Royce fram till försäljningen och uppdelningen av Rolls-Royce och Bentley. Numera är det en division under Bentley Motors.